# CD Santiago Wanderers
Der Club de Deportes Santiago Wanderers S.A.D.P., ist ein chilenischer Fußballverein in Valparaíso. Er wurde 1892 gegründet und ist der älteste noch existierende chilenische Fußballverein. Damit ist der Verein Mitglied im Club de los 100 für südamerikanische Vereine, deren Gründung über 100 Jahre zurückliegt. Seit 2007 gehört der Verein zum immateriellen Erbe der Stadt Valparaíso. Die Wanderers wurden seit Einführung der professionellen Primera División 3 mal chilenischer Meister. Heute spielt der Verein nach dem Abstieg 2021 in der Primera B, der zweithöchsten Spielklasse des Landes. Seine Spielstätte ist das Estadio Elías Figueroa Brander.

## Geschichte

### Gründerzeit
Am 15. August 1892 kamen rund 30 Leute, angeführt von Gilberto Hidalgo und Francisco Avaria, im Barrio Puerto der Stadt Valparaíso zusammen, um den Fußballverein zu gründen. Zur Namensherkunft gibt es zwei Theorien: es existierte bereits eine Mannschaft mit dem Namen Valparaíso Wanderers Football Club, die von britischen Einwandern gegründet wurde und der Name der Hauptstadt wurde gewählt, um die Einheit des Landes zu demonstrieren. Eine andere behauptet, dass Don Santiago den Gründern den ersten Fußball geschenkt hatte und sie zum Dank dessen Namen wählten. Die Santiago Wanderers waren eines der ersten Teams, das seine Protokolle und Veröffentlichen auf Spanisch verfasste, während andere Clubs Englisch nutzten. Die Protokolle des Vereins über die Gründung sind heute nicht mehr vorhanden, denn beim Erdbeben im August 1906 wurde das Verwaltungsgebäude mit wichtigen Dokumenten und Trophäen zerstört. Die Trophäe des Challenger Cups 1899 konnte noch aus dem Gebäude gerettet werden und steht heute im Vereinshaus des Klubs als ältester Pokal.

### Amateurzeit
Ab August 1901 spielten die Santiago Wanderers in der ursprünglich von der Football Association of Chile, dem ältesten Fußballverband Chiles.

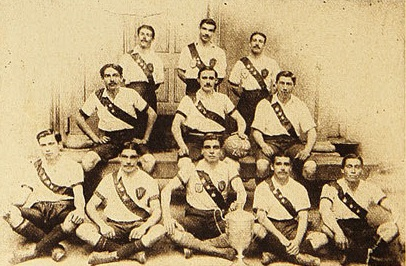
Wanderers nach dem Gewinn der Liga de Valparaíso 1907

1907 gewann der Klub nach einem 2:1-Sieg über Badminton Football Club zum ersten Mal die Meisterschaft. Zwischen 1907 und 1935 wurden die Wanderers zehn Mal Meister in der Liga von Valparaíso und damit Rekordtitelträger. Bei der ersten Fußball-Weltmeisterschaft 1930 in Uruguay waren die Santiago Wanderers durch Nationalspieler Humberto Elgueta vertreten.

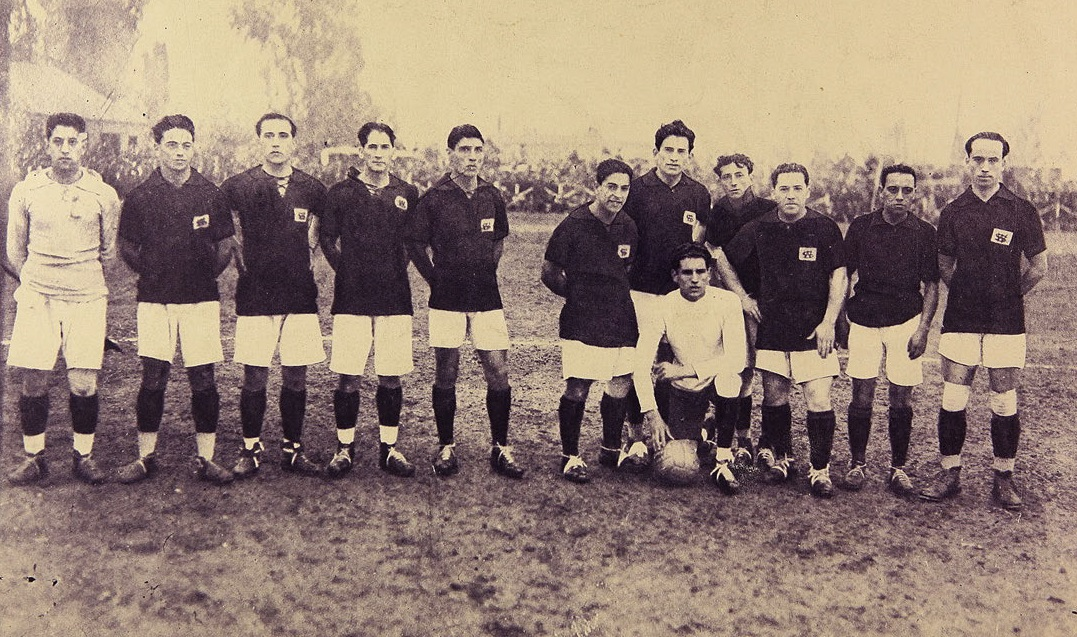
Wanderers 1926

### Professionalisierung
1937 waren die Wanderers der erste Verein, der nicht aus der Hauptstadt stammte, und sich der 1933 gegründeten professionellen ersten Liga, der Primera División, anschloss. Ohne auch nur einen Punkt in 12 Meisterschaftsspielen gewonnen zu haben und aufgrund finanzieller Probleme entschlossen sich die Wanderers, wieder in die Liga de Valparaíso zurückzukehren. Dort beschloss man mit dem Verband Asociación Porteña de Fútbol Profesional eine zweite professionelle Liga neben der Primera División zu etablieren. Von 1940 bis 1943 existierten daher zwei Profiligen im Land. Die La Porteña gewannen die Wanderers 1941 und 1942. 1944 kehrte der Verein wieder in die Primera División zurück. Die Wanderers starteten gegen CSD Colo-Colo mit einer 2:4-Niederlage, nachdem es noch zuvor im inoffiziellen Meisterschaftsspiel zwischen den beiden Profiligen mit 4:3 gewinnen konnte. 1949 konnte der erste Erfolg in der Primera División verbucht werden, als der Klub nach Universidad Católica Vizemeister wurde. 1950 erreichte der Klub erneut mit dem vierten Rang eine gute Platzierung. Der argentinische Trainer José Pérez Figueiras verließ dann den Verein, die Wanderers holten ihn aber nach schwachen Ergebnissen 1956 wieder zurück. Die Wanderers gewannen unter Pérez direkt wieder die Vizemeisterschaft.

### Goldene Ära unter Peréz

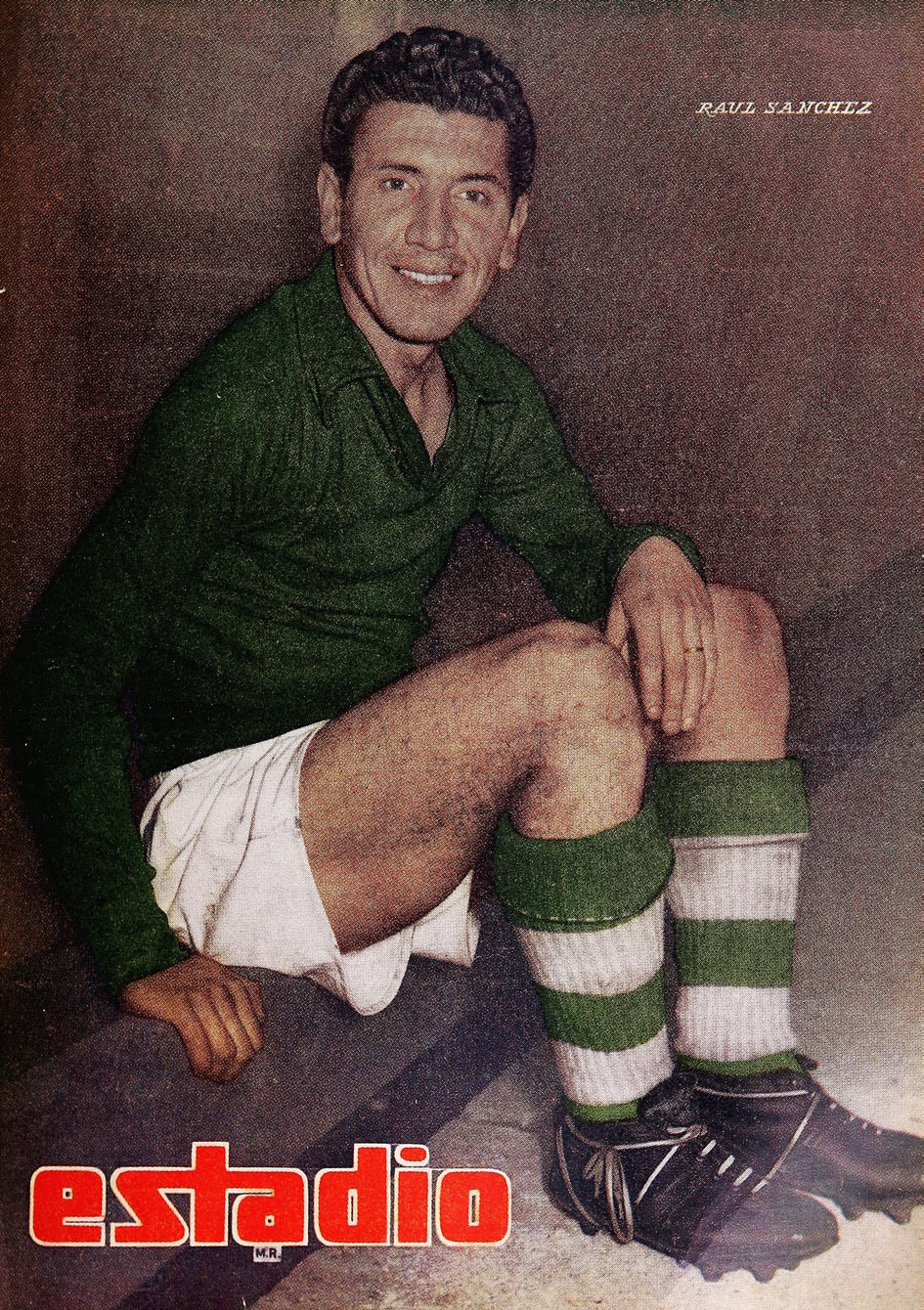
Verteidiger Raúl Sánchez, Meister 1958 und Pokalsieger 1959 mit den Wanderers

1958 holten die Wanderers ihre erste Meisterschaft in der Primera División. Nach einem engen Rennen mit Colo-Colo und Deportes La Serena konnte sich der Klub mit einem 2:0-Sieg über CD O’Higgins den Titel einen Punkt vor den Verfolgern sichern. Zu den Leistungsträgern der Mannschaft gehörten Raúl Sánchez, Armando Tobar, Carlos Hoffmann, Jorge Dubost, und Aldo Valentini. Auch wenn in der Folgesaison wieder 34 Punkte geholt werden konnte, reichte es diesmal nur für den dritten Tabellenplatz. Die 1958 eingeführte Copa Chile gewann der Klub 1959 und somit auch seinen zweiten großen Titel. Im Finale besiegten die Wanderers La Serena mit 5:1. 1960 musste sich das Team aus Valparaíso erneut mit der Vizemeisterschaft begnügen und zudem gelang La Serena die Revanche im Pokalfinale. Auch wenn in der Liga 1961nur ein enttäuschender sechster Platz am Ende stand, konnten die Wanderers erneut die Copa Chile, die in Gedenken an die Opfer des Flugzeugunglücks Copa Chile Green Cross hieß, gewinnen. Im Finale gewannen die Wanderers das Hinspiel mit 2:0 und konnten sich daher im Rückspiel eine 1:2-Niederlage erlauben. Am Ende der Saison verließ Trainer Pérez zum zweiten Mal den Klub und die Folgejahre erreichte das Team nur Mittelfeldplätze. Einer der wenigen Lichtblicke war der Verteidiger Elías Figueroa, der 1965 und 1966 für den Klub spielte und dann zu Peñarol Montevideo, einem der stärksten Klubs zu der damaligen Zeit, wechselte. Es folgte eine erneute Rückholaktion des Erfolgstrainers Pérez, wenn auch nur für das Jahr 1968. Am Ende der Saison 1968 stand der zweite Meistertitel für die Wanderers nach einem 3:3-Unentschieden gegen Audax Italiano im letzten Saisonspiel. Bei der ersten Teilnahme an der Copa Libertadores erreichte das Team die 2. Gruppenphase. Torschützenkönig des wichtigsten Vereinswettbewerbs Südamerikas wurde der Uruguayer Alberto Ferrero von den Wanderers mit acht Toren.

### Niedergang und Abstieg
1970 landeten die Wanderers auf dem vorletzten Tabellenrang und retteten sich mit 2 Punkten vor dem Abstieg. Auch die Folgejahre spielte das Team um Plätze in der unteren Tabellenhälfte. 1974 erreichten die Wanderers das Finale in der wieder eingeführten Copa Chile, verloren jedoch mit 0:3 Colo-Colo. Mit der sportlichen Krise gingen auch finanzielle Schwierigkeiten einher und so mussten der Hafenstadtklub 1977 – trotz einer erneuten Verpflichtung des zweifachen Meistertrainers Peréz – erstmals in die Segunda División absteigen.

### Fahrstuhlmannschaft
Als Meister der zweiten Liga gelang dem Verein allerdings der direkte Wiederaufstieg in die Primera División. Doch trotz des Erfolgs kam keine Kontinuität in die Leistungen des Teams. 1979 entgingen die Wanderers dem direkten Wiederabstieg nur über die Relegation, doch 1980 stieg das Team als Tabellenvorletzter erneut in die zweite Liga ab. Dort konnte das Team auch nicht überzeugen und wurde in der Saison 1982 nur Zwölfter. Dennoch entschied der chilenische Fußballverband neben den sportlichen Aufsteigern auch vier weitere Team aufgrund hoher Zuschauerzahlen aufsteigen zu lassen, zu denen die Wanderers gehörten. In der 1983 entging dem Team der Abstieg nur, weil die Abstiegsregelung für Pokalhalbfinalisten ausgesetzt wurde, unter denen sich die Wanderers befanden. Dadurch spielten in der Folgesaison 26 Teams aufgeteilt in zwei Zonen, von denen 8 Mannschaften abstiegen. Als Tabellenzehnter der Zona Norte mussten die Wanderers den erneuten Gang in die zweite Liga antreten. Nach Jahren mittelmäßiger Leistungen in der zweiten Spielklasse und finanzieller Unregelmäßigkeiten schaffte das Team über die Aufstiegsspiele, im Finale bezwangen die Wanderers Unión San Felipe mit 4:1, den Aufstieg in die Primera División. Aber auch nun konnte sich der Verein nicht in der oberen Spielklasse etablieren. 1991 wurde der Abstieg zwei Spieltage vor Schluss – ausgerechnet mit einer deutlichen Niederlage gegen Stadtrivale Everton de Viña del Mar – besiegelt.

### Fastabstieg und Stabilisierung
1992 – im Jahr des 100-jährigen Bestehens des Klubs – waren die Wanderers sogar dem Abstieg in die dritte Liga nahe. Die angespannte finanzielle Situation, die seit den 70ern bestand, war noch immer allgegenwärtig. So übernahm der Geschäftsmann Reinaldo Sánchez Olivares den Verein und holte sofort Armando Tobar, Schlüsselspieler des ersten Meisterteams 1958, als neuen Trainer. Diesem gelang die Wende und der gewünschte Klassenerhalt. Die ökonomische Situation verbesserte sich, doch sportlich ging es nicht bergauf. So ließ der Aufstieg in die erste Spielklasse noch weitere Jahre auf sich warten. 1995 gewannen die Wanderers die Zweitligameisterschaft nach dem Finalsieg über Audax Italiano und waren endlich wieder erstklassig. Zwar konnte sich das Team aus der Hafenstadt nur drei Jahre in der Primera División halten, doch 1999 als Tabellenzweiter hinter Unión Española direkt wieder in die erste Liga aufsteigen.
2001 spielten die Wanderers eine überragende Saison, die mit dem Meistertitel gekrönt wurde. Der Verein war der letzte chilenische Meister vor der Aufteilung des Wettbewerbes in die Halbjahresmeisterschaften Apertura und Clausura. Bei der ersten internationalen Teilnahme schied das Team als Dritter hinter den Boca Juniors und den Montevideo Wanderers in der Gruppenphase der Copa Libertadores aus.

## Spielzeiten
- 62 Saisons in der 1. Liga: 1937, 1944–77, 1979, 1980, 1983, 1984, 1990, 1991, 1996–98, 2000–07, 2010–17, 2020–2021
- 17 Saisons in der 2. Liga: 1978, 1981, 1982, 1985–89, 1992–95, 1999, 2008–09, 2018–19, 2022–

## Titel und Erfolge

### Professioneller Fußball
- Chilenischer Meister: 1958, 1968, 2001
- Meister der 2. Liga: 1978, 1995, 2019
- Chilenischer Pokalsieger: 1959, 1961, 2017
- Asociacion Porteña de Fútbol Profesional: 1941, 1942

### Amateurzeit
- Liga de Valparaíso: 1907, 1909, 1913, 1915, 1917, 1919, 1921, 1933, 1934, 1935

## Trainer
- Ferenc Plattkó (1952)
- Luis Álamos (1971, 1979)
- Mario Soto (2005–2007)
- Eduardo Espinel (Juni 2016–17)

## Bekannte Spieler
- Alberto Valentini, 1957–1965
- Juan Olivares, 1959–1969, Torwart
- Elías Figueroa, 1965–1966
- Mario Griguol, 1968–1969
- Mario Véner, 1996–1997, Torschützenkönig 1996 (30 Tore)
- Jaime Riveros, 2001–2004, 2006, Fußballer des Jahres von Chile 2001
- Franklin Lobos 1993, Verschütteter beim Grubenunglück von San José 2010